# Koszmosz–116
A Koszmosz–116 (oroszul: Космос 116) (DSZ-P1-Yu – oroszul: ДС-П1-Ю/5) a szovjet Koszmosz műhold-sorozat tagja. Technikai műhold.

## Küldetés
Feladata, hogy kijelölt pályán mozogva mérési etalonként segítse a ballisztikus ellenrakéták felderítését végző lokátorok (radarok) technikai műveleteinek tesztelését. Segítse a légvédelem szerves egységeinek (irányítás, védelmi eszközök riasztása, imitált elfogás és megsemmisítés) összehangolt működését.

## Jellemzői
Az OKB–1 tervezőirodában kifejlesztett és építését felügyelő műhold. Dnyipropetrovszk (oroszul: Днепропетровск), Ukrajnában OKB–586 a Déli Gépgyár (Juzsmas) volt a központja több Koszmosz (DSZ–2/, ДС-2) műhold összeszerelésének. Üzemeltetője a moszkvai  honvédelmi minisztérium (Министерство обороны).
1966. április 26-án a Kapusztyin Jar rakétakísérleti lőtérről a KY LC–86/1 indítóállásából egy Koszmosz–2 (11K63) típusú hordozórakétával  juttatták alacsony Föld körüli pályára (LEO = Low-Earth Orbit). Az orbitális egység pályája 92,1 perces, 48,42 fokos hajlásszögű, elliptikus pálya perigeuma 288 kilométer, apogeuma 464 kilométer volt. Hasznos tömege 325 kilogramm.
A Koszmosz–101 programját folytatta. Alakja hengeres, átmérője 1,2 méter, hossza 1,8 méter. A sorozat felépítését, szerkezetét, alapvető fedélzeti rendszereit tekintve egységesített, szabványosított tudományos-kutató űreszköz. Áramforrása kémiai, illetve a felületét burkoló napelemek energiahasznosításának kombinációja (kémiai akkumulátorok, napelemes energiaellátás – földárnyékban puffer-akkumulátorokkal).
1966. december 3-án földi parancsra belépett a légkörbe és megsemmisült.